# Jean Guillaume Moitte

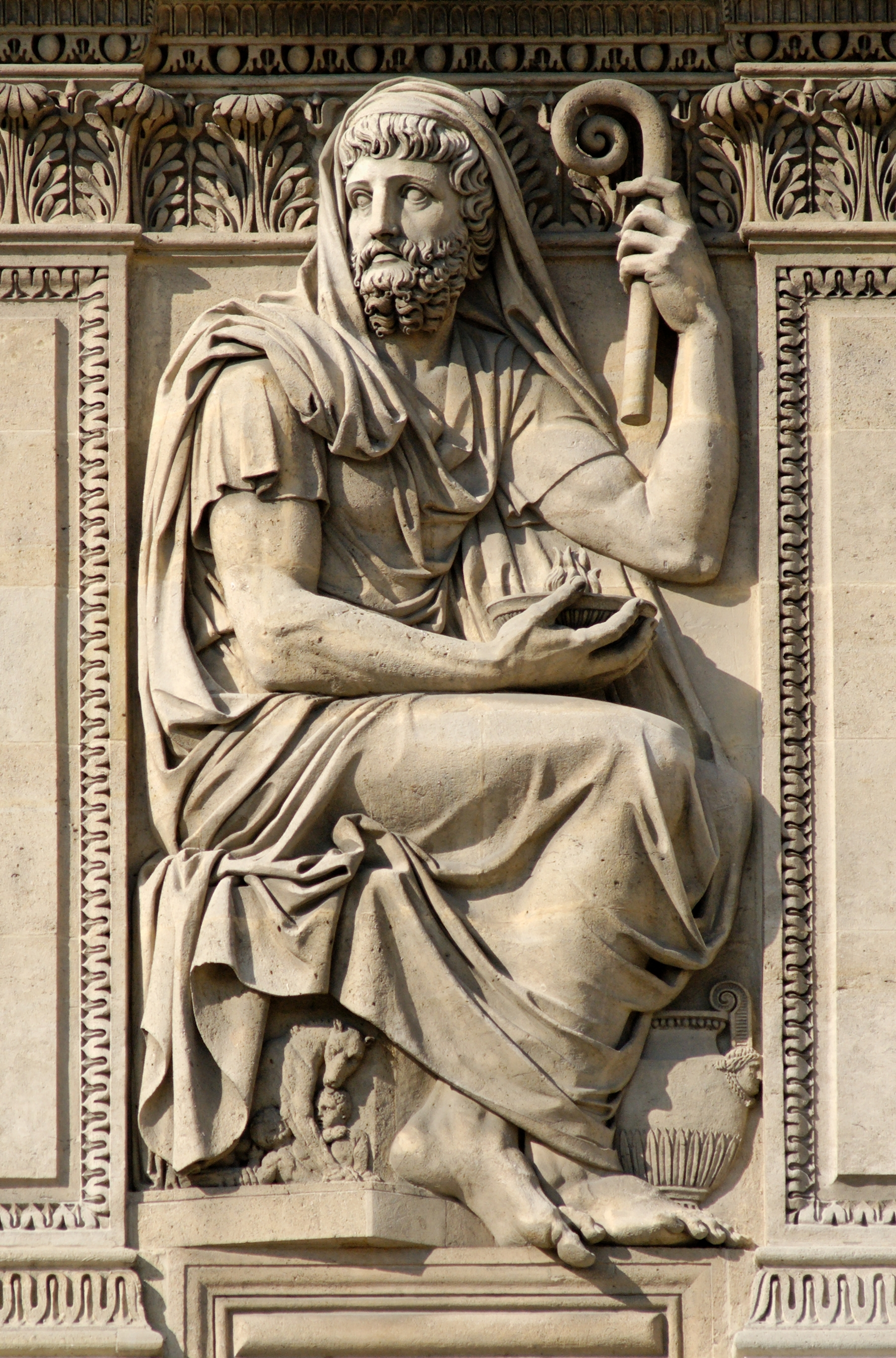
Erodoto (1806), Parigi, facciata ovest della Cour Carrée del Palazzo del Louvre.

Jean-Guillaume Moitte (Parigi, 11 novembre 1746 – Parigi, 2 maggio 1810) è stato uno scultore francese.

## Biografia
Era il figlio del pittore e incisore Pierre-Étienne Moitte (1722-1780). Fu successivamente allievo degli scultori Jean-Baptiste Pigalle e Jean-Baptiste Lemoyne. Vinse il Prix de Rome in scultura del 1768 con Davide che porta in trionfo la testa di Golia. Entrò quindi nella Regia scuola degli allievi protetti e quindi iniziò il suo soggiorno romano presso Villa Medici che interruppe per motivi di salute. Copiò modelli di armature, armi, elmi e altri oggetti d'antiquariato compresi i bassorilievi della Colonna Traiana.
Lavorò per Henri Auguste, orafo del re, e partecipò a lavori decorativi per i monumenti di Parigi. Eseguì ordini per statue di generali morti in combattimento, come la statua di Adam Philippe de Custine per il museo di Versailles, la tomba di Louis Charles Antoine Desaix al Grand Saint-Bernard e quella di Charles Victoire Emmanuel Leclerc al Pantheon di Parigi. Per quest'ultimo edificio, progettò e completò, nel 1793, durante la Rivoluzione francese, la decorazione del suo frontone sul tema de La Patrie che incorona le virtù civili ed eroiche. Moitte fu, insieme allo scultore Philippe-Laurent Roland, l'autore principale delle decorazioni esterne scolpite nell'Hôtel de Salm a Parigi.
Fu membro dell'Institut de France, fu insignito dell’onorificenza di cavaliere dell'ordine della Legion d'onore e divenne professore all'École nationale supérieure des beaux-arts, il 20 dicembre 1809, in sostituzione di Augustin Pajou. Gli succedette Jean-Baptiste Stouf l'8 settembre 1810.

## Opere in collezioni pubbliche

### Disegni
- Le Triomphe de Voltaire, 1778, disegno, Parigi, museo del Louvre, dipartimento di arti grafiche
- Le Départ, 1798-1799, disegno, Vizille, Museo della Rivoluzione francese
- Orfeo all'inferno, disegno, Parigi, museo del Louvre, dipartimento di arti grafiche
- Orphée et Eurydice, disegno, Parigi, museo del Louvre, dipartimento di arti grafiche
- Un sacrificio, disegno, Digione, museo Magnin

### Sculture
- Vittoria che scrive su uno scudo, 1782-1787 circa, terracotta, Metropolitan Museum of Art, New York
- Deux Renommée, 1782-1787 circa, bassorilievi, pietra, Parigi, Hôtel de Salm, Palazzo della Legione d'Onore, portale principale
- Festa di Pale, 1782-1787 circa, bassorilievo, pietra, Parigi, Hôtel de Salm, Palazzo della Legione d'Onore, in fondo al cortile
- Cinque bassorilievi e sei statue allegoriche, 1782-1787 circa, pietra, Parigi, Hôtel de Salm, Palazzo della Legione d'Onore, corpo centrale di quai Anatole-France
- Cerere, Marte e Diana, 1782-1787 circa, studi in terracotta per le statue della cupola dell'Hôtel de Salm, Palazzo della Legione d'Onore
- Rousseau osserva i primi passi dell'infanzia, 1790, gruppo in terracotta, Parigi, Museo Carnavalet
- la Patria che incorona le virtù civili ed eroiche, 1793, decorazione del frontone del Pantheon a Parigi, opera distrutta durante la Restaurazione
- Tucidide, Erodoto, divinità egizia e un Inca, 1806, rilievi, pietra, Parigi, Palazzo del Louvre, Cour Carrée, attico sulla facciata ovest, a destra della Torre dell'Orologio
- Adam Philippe, conte di Custine, generale in capo (1742-1793), Salon del 1810, statua a figura intera più che a grandezza naturale, marmo, Reggia di Versailles, opera completata da Jean-Baptiste Stouf
- Giovanni Cassini (1625-1712), statua completata nel 1810 da Jean-Baptiste Stouf, Osservatorio di Parigi
- Charles Victoire Emmanuel Leclerc al Pantheon di Parigi
- La Legge, Numa Pompilio, Manco Cápac, Mosè e un faraone [4], bassorilievi, bronzo, Parigi, Musée du Louvre
- Minerva, statuetta, terracotta, Parigi, museo del Louvre
- Ballerini, fregio dell'attico della Barriera d'Enfer, pietra, Parigi, place Denfert-Rochereau
- Ritratto di Leonardo da Vinci, busto, marmo bianco, Castello di Fontainebleau
- Il Reno e il Nilo, due bassorilievi per la tomba del generale Louis Charles Antoine Desaix in (l'hospice du Grand-Saint-Bernard, così come i suoi due modelli in gesso, bassorilievi, nei castelli di Versailles e Trianon
- Giovanni Cassini (1625-1712), statuetta (schizzo), terracotta, Bayonne, museo Léon-Bonnat
- Vittoria che scrive su uno scudo e vittoria che brandisce allori, Metropolitan Museum of Art, New York [5]
- Piazza Peyrou a Montpellier
- Madonna col Bambino, due angeli, statua di San Rieul, cattedrale di Notre-Dame de Senlis

Opere di Jean Guillaume Moitte
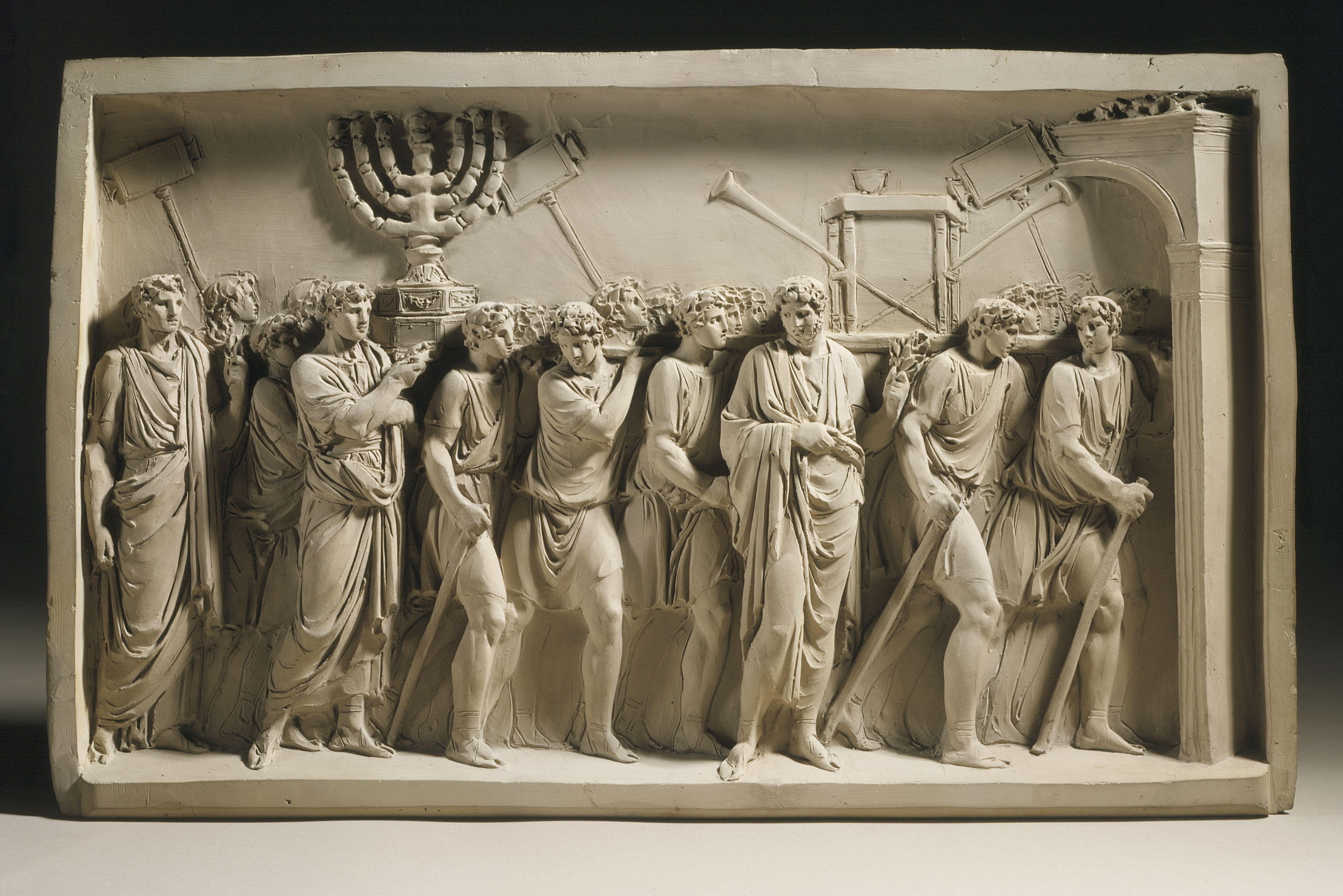
Prigionieri ebrei che portano la Menorah e le trombe dal tempio di Gerusalemme (circa 1791), terracotta, dal bassorilievo dell'Arco di Tito, Los Angeles County Museum of Art.
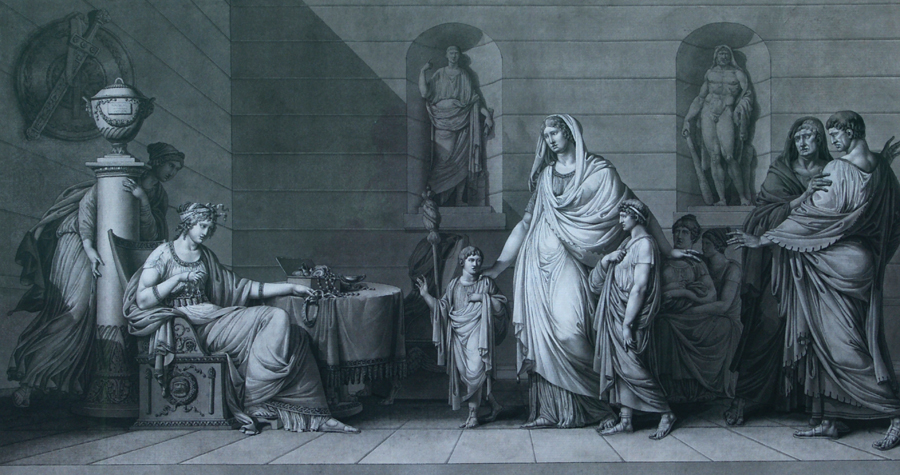
Cornelia, madre dei Gracchi (1795), Mougins, Museo d'arte classica di Mougins.